# Боломожнов Олег Федорович
Олег Федорович Боломожнов (нар. 1968) — співробітник радянських та російських органів державної безпеки, генерал-майор.

## Біографія
Олег Федорович Боломожнов народився 12 грудня 1968 року (у деяких публікаціях роком народження вказується 1969-й) року в місті Оренбурзі.
У 1991 році Боломожнов вступив на службу до органів Комітету державної безпеки при Раді Міністрів СРСР. Після розпаду СРСР продовжив службу в системі Міністерства безпеки — Федеральної служби безпеки Російської Федерації. Служив на оперативних та керівних посадах.
У 2014 році Боломожнов був призначений на посаду начальника Управління Федеральної служби безпеки Російської Федерації у Республіці Тива.
У 2016–2019 роках очолював Управління Федеральної служби безпеки Російської Федерації по Магаданській області.
У серпні 2019 року генерал-майора Олега Федоровича Боломожнова було призначено начальником Управління Федеральної служби безпеки Російської Федерації по Саратовській області.
22 січня 2023 року призначений начальником УФСБ РФ по Донецькій Народній Республіці.
Нагороджений низкою державних та відомчих нагород.